# Die Lieblingsfrau des Maharadscha, 3. Teil
Die Lieblingsfrau des Maharadscha, 3. Teil ist ein 1920 entstandenes, deutsches Stummfilmdrama von Max Mack mit Gunnar Tolnæs zum dritten und letzten Mal in der Rolle des Maharadschas.

## Handlung
Der Maharadscha von Odhapur ist auf eine Europareise aufgebrochen und hat dort die junge Tänzerin Ellen Esmond kennengelernt. In ihrer Londoner Unterkunft, dem Savoy-Hotel, kann sich der indische Fürst als galanter Gentleman und Beschützer erweisen, als er Ellen vor einem aufdringlichen Theateragenten beschützt. Der Maharadscha bittet die Künstlerin, am kommenden Abend seine Gäste, darunter auch Englands Vertreter in Indien, mit ihrem tänzerischen Können zu unterhalten.
Der Maharadscha ist begeistert, sowohl von der Person Ellens als auch von ihren tänzerischen Darbietungen. Sein finsterer Bruder Bhima, der stets im Schatten des Maharadscha stand, übermäßig trinkt und überdies einen schwachen Charakter besitzt, fühlt sich ebenfalls magisch von Ellen Esmond angezogen, nur ist er bei seinen Werbungsversuchen deutlich grobmotorischer als der Fürst. Rasch wird er zudringlich und bombardiert Ellen mit Anträgen. Die ist jedoch nur angewidert von dem hässlichen und holzschnittartig vorgehenden Kerl und sucht vor ihm Schutz beim mächtigen Maharadscha. Nichtsahnend, welche Hintergründe ihr Verhalten hat, fühlt sich der Maharadscha von Ellens Verhalten abgestoßen und nimmt an, dass sie eine allzu leichtfertige Europäerin sei, die sich aus reiner Berechnung einem orientalischen Fürsten an den Hals wirft.
Ehe Ellen den Grund für ihr Verhalten erklären kann, erreicht den Maharadscha ein Telegramm, und er verlässt die Stadt wieder. Im Moment seiner Abreise erkennt Ellen, wie viel ihr dieser Mann bereits bedeutet. Sie nimmt nun die ausgesprochene Einladung des indischen Gesandten an und reist ebenfalls nach Indien ab. Während eines Wiedersehens mit dem flegelhaften Prinzen Bhima gibt dieser ihr gegenüber eine Entschuldigung für sein unmögliches Betragen ab und bietet Ellen an, sie zum Maharadscha zu geleiten. Doch der Widerling betäubt Ellen, lässt sie wie eine Tempeltänzerin einkleiden und führt sie als Sklavin seinem Bruder, dem Maharadscha, zu. Nun ist dessen Meinung von Ellen auf dem Tiefpunkt angelangt. Der Maharadscha von Odhapur fordert Ellen mit einiger Verachtung auf, für sie zu tanzen. Doch Ellen besinnt sich ihrer Frauenehre und zückt einen Dolch hervor, um sich selbst zu entleiben, da sie nicht als billiges Flittchen angesehen werden möchte.
Erst jetzt erkennt der indische Fürst, dass einerseits Ellen eine Frau von einwandfreier Moral und andererseits sein Bruder Bhima ein abgefeimter Schurke ohne Ehre ist. Der Maharadscha nimmt ihr den Dolch ab und schließt sie in seine Arme. Sie soll seine nächste Frau werden, seine Lieblingsfrau. Bhima, der Schurke, aber, so will es das harte Gesetz des Maharadschas, soll von hungrigen Löwen in Stücke gerissen werden, es sei denn, es fände sich jemand, der sich für ihn ausspricht. Diese Person findet sich schließlich in der Inderin Sangia, der Lieblingssklavin des Maharadschas, die um Bhimas Leben bittet. Ihr hatte Bhima einst viel Schmerz zugefügt, aber sie hat ihm verziehen und will ihn durch Liebe heilen und aus ihm einen anständigen Menschen machen.

## Produktionsnotizen
Der letzte Teil der Filmtrilogie Die Lieblingsfrau des Maharadscha entstand, anders als die beiden dänischen Vorgängerfilme, 1920 in Berlin und passierte die Filmzensur am 11. Januar 1921. Die Uraufführung erfolgte am 20. Januar 1921. 
Die umfangreichen Kostüme entwarf Ali Hubert, die Bauten Stefan Lhotka.

## Wissenswertes
Der Film wurde infolge der großen dänischen Kassenerfolge von Die Lieblingsfrau des Maharadscha (1916) und Die Lieblingsfrau des Maharadscha. Zweiter Teil (1918) als deutsche Produktion geplant. Maharadscha-Star Tolnæs nahm hier seine alte Maharadscha-Rolle der ersten beiden Teile zum dritten Mal wieder auf.
Für Erna Morena war die Rolle der Inderin Sangia eine Art Probelauf für ihren größten Filmerfolg, den sie unmittelbar danach (1921) erlangen sollte: In Das indische Grabmal reüssierte die Künstlerin an der Seite von Conrad Veidt als Maharani von Eschnapur.

## Kritik
Paimann’s Filmlisten resümierte: „Stoff und Spiel ausgezeichnet, Photos sehr gut.“

## Einzelnachweis
1. ↑  Die Lieblingsfrau des Maharadscha, 3. Teil in Paimann’s Filmlisten (Memento des Originals vom 20. August 2017 im Internet Archive)  Info: Der Archivlink wurde automatisch eingesetzt und noch nicht geprüft. Bitte prüfe Original- und Archivlink gemäß Anleitung und entferne dann diesen Hinweis.